# 上海公交1250路
上海公交1250路（71路支线1），为中国上海市市区的一条公交线路，其前身为71路，目前是天山路沿线接驳延安路中运量公交系统凯旋路站和上海轨道交通3、4号线延安西路地铁站的一条短驳线路。

## 历史沿革

### 71路时期（1949年1月~2017年1月31日）
1250路的前身，为公交71路。民国38年(1949年)1月，国民党当局开通了3路公交车，在中正东路(今延安东路)到番禺路间行驶。到上海解放后，中共当局接手运营，更名71路。
至1992年时，该线路已经延伸到水城路(即水城路威宁路，原127终点站)。1992年，上海市公交总公司职工投股组成独立经营的股份制车队曾在市内开辟ZX（专线）71路(水城路—延安东路外滩)公交车。
1994年10月起，71路实行准无人售票，即每辆铰接车保留一位乘务员。此举得到社会各界和乘客的肯定。
1995年5月，带有后置客车底盘的SK6104HP型无人售票公共汽车批量投入71路营运，广泛使用于SK6942P单节公共汽车及SK6141FPC和SK6152PC铰接式公共汽车上。
2005年8月13日，71路终点站由水城路威宁路改为双流路天山路。2009年3月7日，撤销威宁路仙霞路站点。
2006年9月1日，71路大站车开通，上行经中山东一路、金陵东路、河南中路、延安东路、延安中路（茂名路上高架，凯旋路下高架）、延安西路、天山路、威宁路、新渔东路、双流路，设浙江中路站、西藏中路站、重庆北路站、石门一路站、凯旋路站、遵义路站、古北路站、曹家宅站、双流路站；下行经天山路、延安西路（凯旋路上高架，茂名路下高架）、延安中路、延安东路外滩，设芙蓉江路站、娄山关路站、中山西路站、凯旋路站、重庆北路站、西藏中路站、延外站。该大站快车采取定时不定车的办法，以保障发车的准点率。逢双休日、节假日停驶。
2013年，71路在公交车上安装了多套车载“电子警察”设备，查处占用公交车道违法行为。

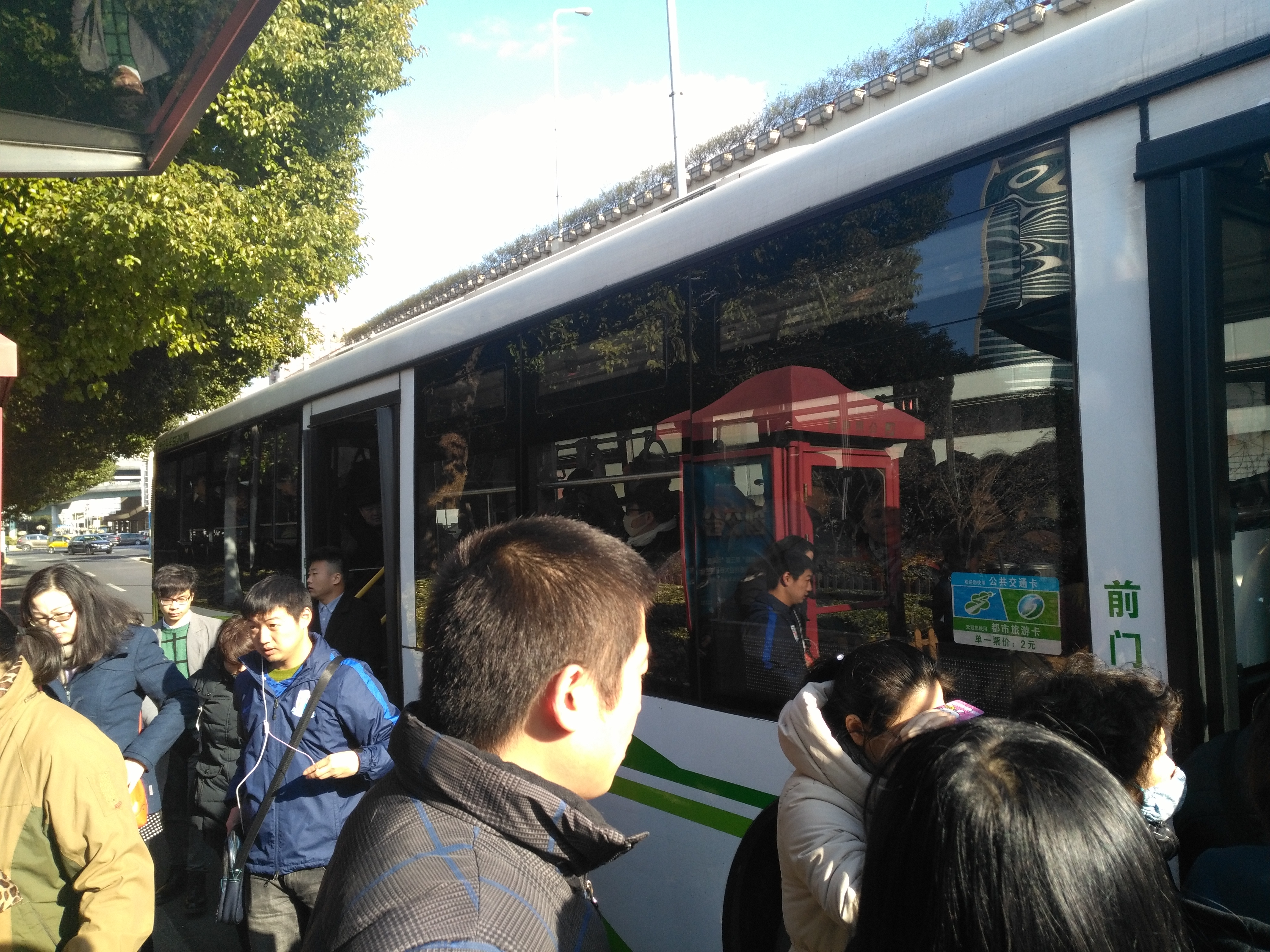
2017年1月，71路在延安东路西藏中路站点载客

2016年11月，上海市交通委员会发布《延安路中运量系统公交线路优化调整计划》，征求市民意见。根据该方案，71路将转为延安路中运量公交系统内运行，并新开辟到凯旋路延安西路的短驳公交替代该线路在天山路的线路段，是为1250路。

### 1250路时期 （2017年1月28日至今）
2017年1月28日，原71路缩线更名为1250路，1250路(双流路天山路—凯旋路延安西路)正式开通；2017年2月1日0时10分，原71路末班车驶离外滩终点站，结束68年的运营；同日清晨4点30分，中运量公交71路由申昆路枢纽站始发，开始对公众试运营。
2017年12月，巴士集团确定支线线路为上海公交1250路、1251路，双开门车辆将于是年十二月投入上述线路的运营，并与中运量系统正式对接。这批车辆也是上海公交史上首次投入实际运营的双开门车辆。

## 路线基本资料

### 线路走向
- 上行：凯旋路延安西路起，经凯旋路、延安西路、天山路、芙蓉江路、茅台路至双流路。
- 下行：双流路天山路起，经双流路、天山路、中山西路、武夷路至凯旋路。[11]

### 服务时间
- 凯旋路延安西路：04:20-24:00
- 双流路天山路：04:00-23:40[11]

### 收费
全程单价RMB¥1，无人售票，线路实行公交换乘优惠。

### 设站

#### 2017年12月28日-至今
上行
定西路站、延安西路凯旋路、天山路中山西路、天山路遵义路、天山路古北路、芙蓉江路茅台路、茅台路水城路、茅台路威宁路、双流路天山路。
下行
双流路天山路、小金更、天山路芙蓉江路、天山路娄山关路、天山路遵中山西路、凯旋路站、定西路站。

#### 2017年12月27日及以前
上行
| 序号 | 站点名称       | 首班车 | 末班车 | 换乘线路                                                                            |
| ---- | -------------- | ------ | ------ | ----------------------------------------------------------------------------------- |
| 1    | 凯旋路延安西路 | 4:20   | 24:00  | 190路 █ 3号线、 █ 4号线延安西路站                                                   |
| 2    | 天山路中山西路 | 4:22   | 24:02  | 311路夜宵、190路 71路 凯旋路站                                                      |
| 3    | 天山路遵义路   | 4:24   | 24:04  | 141路、190路、519路、829路、941路                                                   |
| 4    | 天山路古北路   | 4:26   | 24:06  | 72路、141路、190路、311路夜宵、808路、829路、856路、941路、944路 █ 2号线 娄山关路站 |
| 5    | 芙蓉江路茅台路 | 4:28   | 24:08  | 829路、855路                                                                        |
| 6    | 茅台路水城路   | 4:30   | 24:10  | 88路、829路、836路                                                                  |
| 7    | 茅台路威宁路   | 4:32   | 24:12  | 88路、827路、836路                                                                  |
| 8    | 双流路天山路   |        |        | 316路夜宵                                                                           |

下行
| 序号 | 站点名称             | 首班车 | 末班车 | 换乘线路 |
| ---- | -------------------- | ------ | ------ | --- |
| 1    | 双流路天山路         | 4:00   | 23:40  | 316路夜宵 |
| 2    | 天山路天中路(小金更) | 4:02   | 23:42  | 54路、72路、101路、141路、158路、190路、311路夜宵、316路夜宵、825路、855路 █ 2号线 威宁路站                   |
| 3    | 天山路芙蓉江路       | 4:04   | 23:44  | 54路、72路、101路、141路、158路、190路、311路夜宵、316路夜宵、757路、808路、825路、829路、855路、856路、941路 |
| 4    | 天山路娄山关路       | 4:06   | 23:46  | 72路、141路、190路、311路夜宵、808路、829路、856路、941路、944路 █ 2号线 娄山关路站                           |
| 5    | 中山西路天山路       | 4:08   | 23:48  | 69路、190路、224路高峰、252路高峰、309路夜宵、519路、754路、776路、829路、856路、909路、941路                 |
| 6    | 武夷路中山西路       | 4:10   | 23:50  | 190路 |
| 7    | 凯旋路延安西路       |        |        | 190路 █ 3号线、 █ 4号线 延安西路站                                                                            |